# Порт-Лінкольн
Порт-Лінкольн — місто в штаті Південна Австралія близько 280 км (по прямій) і 650 км (по автодорогах) на сході від Аделаїди. Населення 13 044 осіб (2006).
Британський військово-морський дослідник Метью Фліндерс виявив гавань в лютому 1802 року, яку і назвав Порт-Лінкольн, на честь англійського міста Лінкольн, звідки він приплив. Спочатку саме Порт-Лікольн хотіли зробити столицею штату Південна Австралія, але цьому завадило погане водопостачання міста.
Порт-Лінкольн і його приміські селища складають міський центр місцевого самоврядування Порт-Лінкольн. Порт-Лінкольн перебуває у виборчому окрузі Фліндерс і федеральному відділі Грей. Мер — Пітер Девіс.
Економіка базується на роботі елеваторів (загальною потужністю понад 337 500 тонн), консервуванні та переробці риби, вирощуванні овець і корів, виробництві вовни, а також вирощуванні тунця для японського ринку.

## Клімат
Місто знаходиться у зоні, котра характеризується середземноморським кліматом. Найтепліший місяць — січень із середньою температурою 20 °C (68 °F). Найхолодніший місяць — липень, із середньою температурою 11.7 °С (53 °F).
| Клімат Порт-Лінкольна   | Клімат Порт-Лінкольна | Клімат Порт-Лінкольна | Клімат Порт-Лінкольна | Клімат Порт-Лінкольна | Клімат Порт-Лінкольна | Клімат Порт-Лінкольна | Клімат Порт-Лінкольна | Клімат Порт-Лінкольна | Клімат Порт-Лінкольна | Клімат Порт-Лінкольна | Клімат Порт-Лінкольна | Клімат Порт-Лінкольна | Клімат Порт-Лінкольна |
| Показник                | Січ.                  | Лют.                  | Бер.                  | Квіт.                 | Трав.                 | Черв.                 | Лип.                  | Серп.                 | Вер.                  | Жовт.                 | Лист.                 | Груд.                 | Рік                   |
| Абсолютний максимум, °C | 44,4                  | 42,8                  | 43,6                  | 37,8                  | 30,2                  | 27,2                  | 25,6                  | 29,3                  | 36,2                  | 38,5                  | 43,2                  | 42,2                  | 44,4                  |
| Середній максимум, °C   | 25,1                  | 25,1                  | 23,9                  | 21,5                  | 19                    | 16,6                  | 16                    | 16,5                  | 18,2                  | 20,1                  | 21,8                  | 23,6                  | 20,6                  |
| Середня температура, °C | 20                    | 20                    | 19                    | 17                    | 15                    | 13                    | 12                    | 12                    | 13                    | 15                    | 17                    | 18                    | 16                    |
| Середній мінімум, °C    | 15,3                  | 15,7                  | 14,9                  | 12,9                  | 11,1                  | 9,4                   | 8,5                   | 8,4                   | 9,2                   | 10,7                  | 12,3                  | 14,1                  | 11,9                  |
| Абсолютний мінімум, °C  | 9                     | 9,6                   | 8,4                   | 6,6                   | 4,3                   | 2,4                   | 1,5                   | 2,5                   | 3,3                   | 4,6                   | 5,9                   | 8,3                   | 1,5                   |
| Норма опадів, мм        | 10                    | 10                    | 10                    | 30                    | 50                    | 70                    | 70                    | 60                    | 40                    | 30                    | 20                    | 10                    | 490                   |
| Днів з дощем            | 4,2                   | 4                     | 5,1                   | 9,6                   | 14,2                  | 16,3                  | 18,2                  | 17,4                  | 13,5                  | 10,8                  | 7,3                   | 5,7                   | 126,3                 |
| ----------------------- | --------------------- | --------------------- | --------------------- | --------------------- | --------------------- | --------------------- | --------------------- | --------------------- | --------------------- | --------------------- | --------------------- | --------------------- | --------------------- |
| Джерело: Weatherbase    |                       |                       |                       |                       |                       |                       |                       |                       |                       |                       |                       |                       |                       |